# Sant'Eligio dei Ferrari
Sant'Eligio dei Ferrari ou Igreja de Santo Elígio dos Ferreiros, conhecida também como Sant'Eligio dei Fabbri, é uma igreja de Roma, Itália, localizada no rione Ripa, na via di San Giovanni Decollato. É dedicada a Santo Elígio e uma igreja subsidiária da paróquia de Santa Maria in Portico in Campitelli.

## História
Conhecida antigamente como Sant'Alo e, por um tempo, de Sant'Anigro, esta igreja foi construída em 1513 pela guilda dos ferreiros e dedicada ao seu santo padroeiro. No local ficava antes uma igreja muito antiga chamada, no século XI, de San Giacomo d'Altopasso o Altopascio, citada numa bula do papa Bonifácio VIII de 1302.
O interior da igreja, de nave com três altares de cada lado, é ricamente decorado em talha e estuque dourados (1604). Entre as obras mais importantes estão um estátua de madeira de Santo Antônio (século XVII), "Caminhada até o Calvário", restos de um afresco maneirista recuperado em 1989, a peça do altar-mor, "Madona entronada, São Tiago e os bispos Elígio e Martinho", de Sermoneta (fim do século XVI), e "Martírio e Glória de Santa Úrsula", de Ambrogio Mattei (1764).
No interior está também o Museu da Arquiconfraria de Santo Elígio dos Ferreiros (em italiano:  Museo della confraternita di sant'Eligio dei Ferrari).

## Galeria

Imagens da igreja
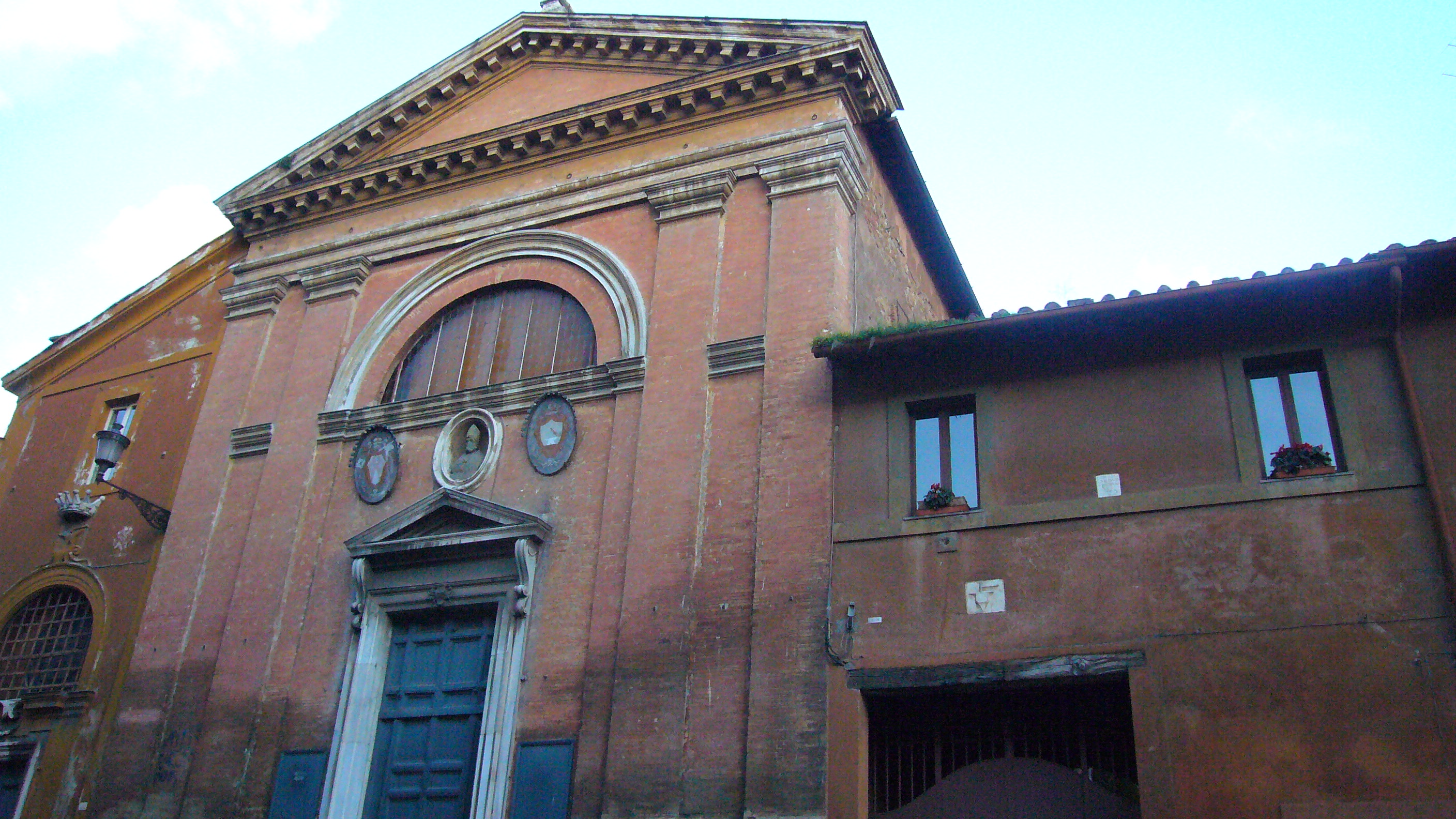
Igreja e os edifícios anexos da Arquiconfraria dos Ferreiros.
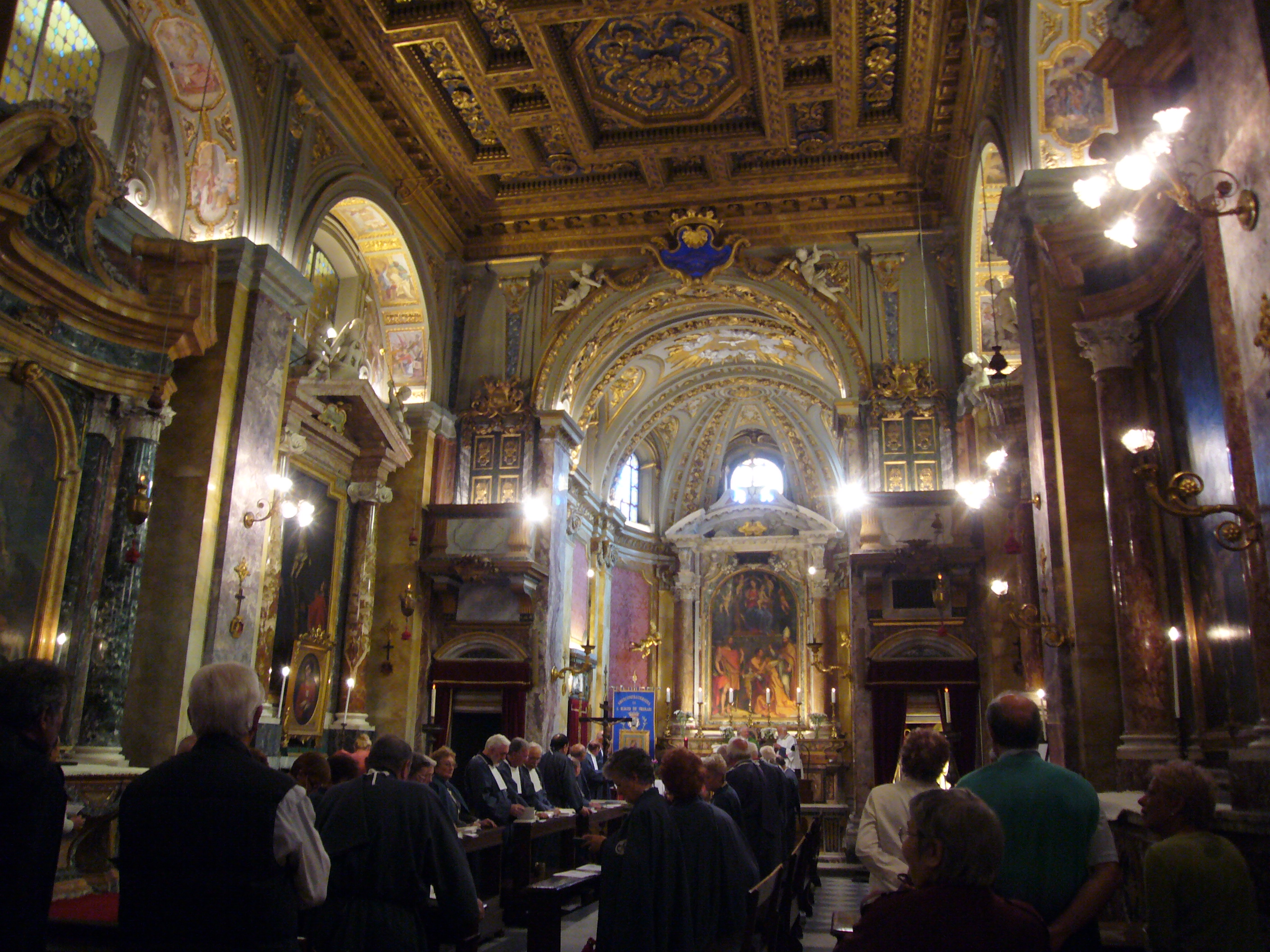
Imagem do interior durante um evento da Arquiconfraria.
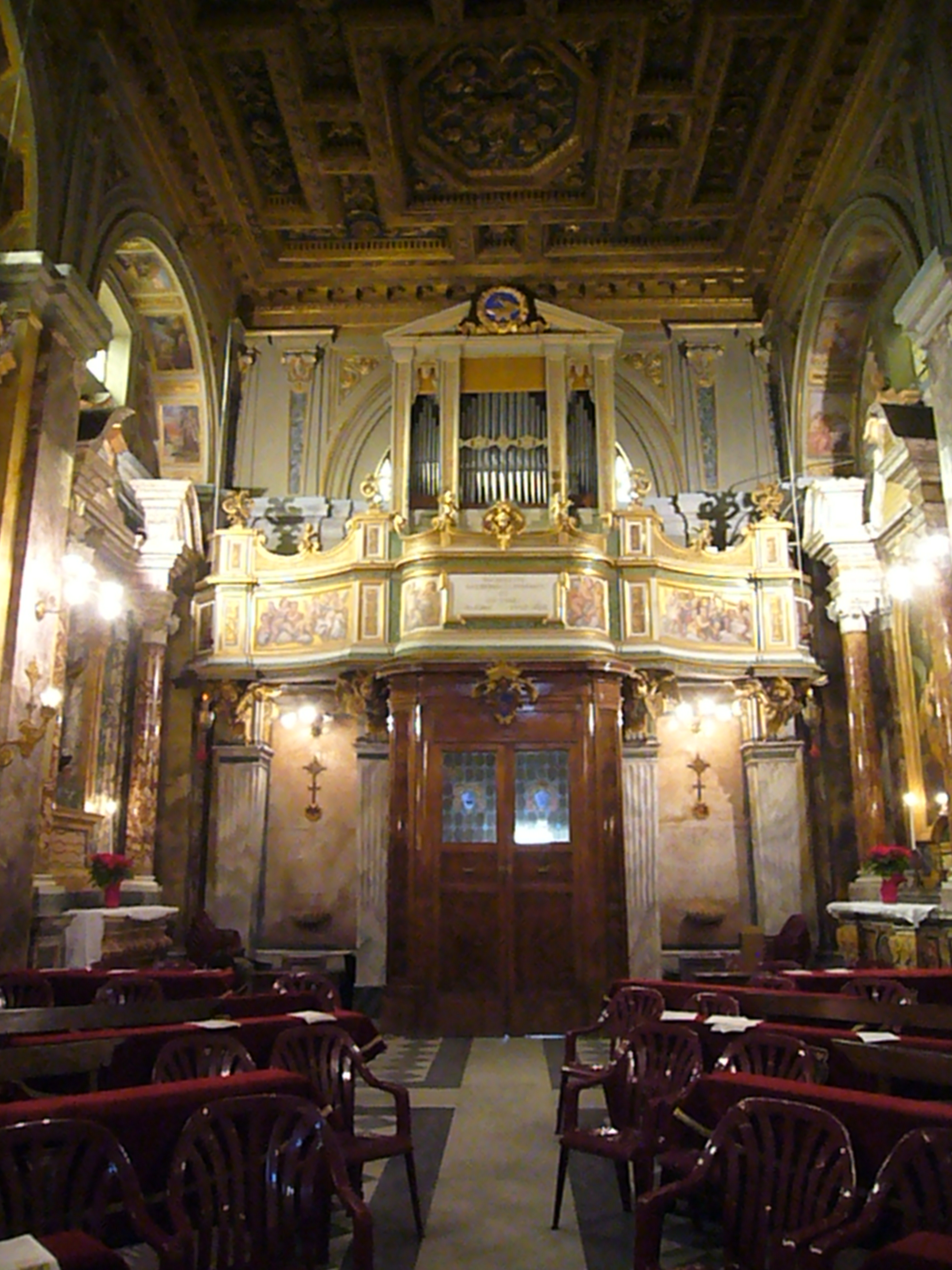
Contra-fachada e o órgão.
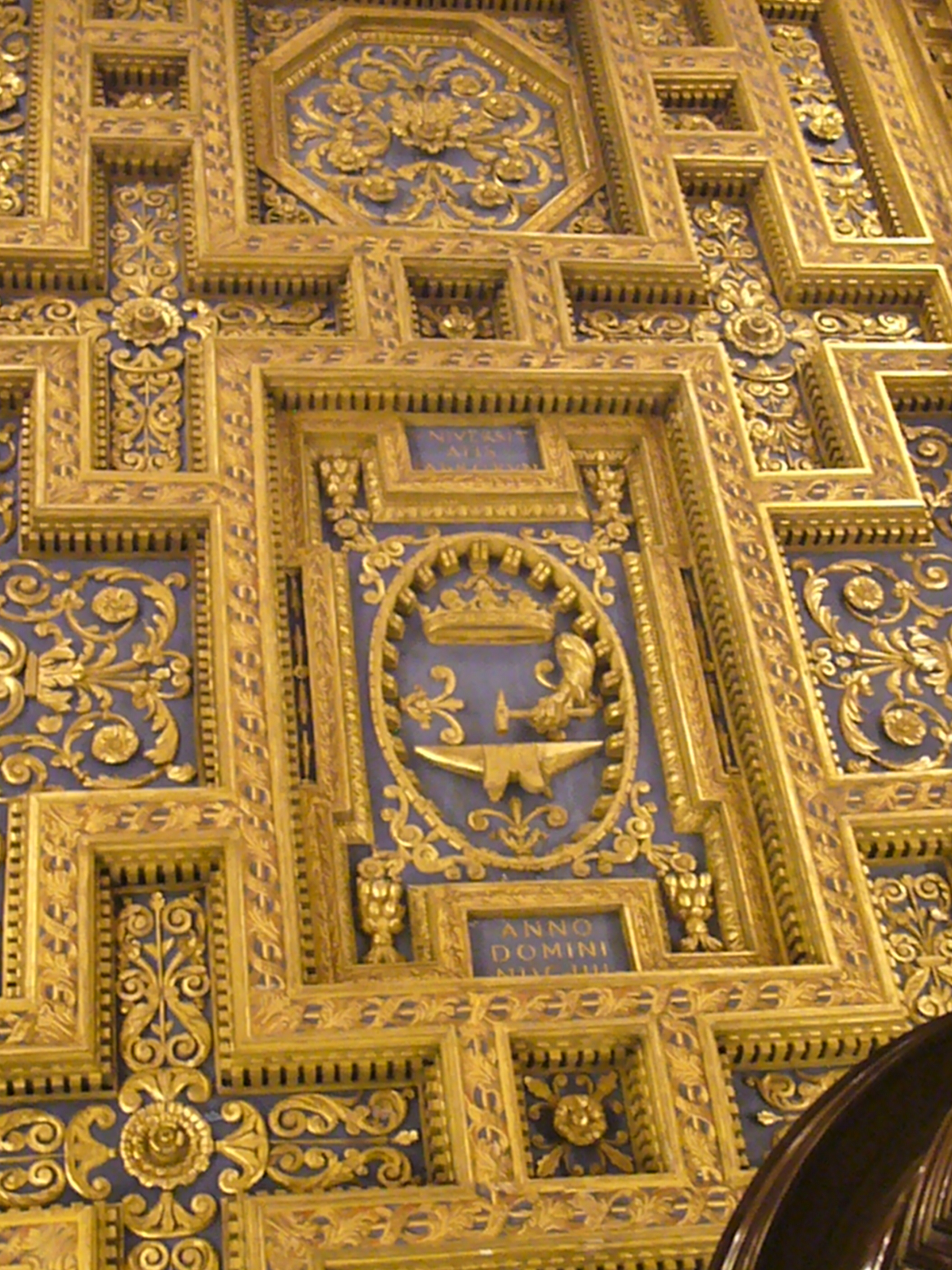
Detalhe da talha dourada no teto com a bigorna e o martelo, símbolo dos ferreiros.